# Чаали
Чаали (гръцки: Μικρόβρυση, Микровриси, до 1927 година Τσααλή, Цаали) е бивше село в Република Гърция, в дем Кукуш, област Централна Македония.

## География
Селото е западна махала на Гара Аканджали (Статмос Мурион).

## История
В XIX век Чаали е мюсюлманско село в Дойранска каза на Османската империя. В „Етнография на вилаетите Адрианопол, Монастир и Салоника“, издадена в Константинопол в 1878 година и отразяваща статистиката на населението от 1873 година, Чаари Езели (Tchaari-Ezzéli, тоест Чаали и Ерджели) е посочено като село в каза Аврет хисар с 35 къщи и 60 жители мюсюлмани и 27 българи.
Според статистиката на Васил Кънчов („Македония. Етнография и статистика“) в 1900 година Чаали има 180 жители турци и 45 цигани.
През Балканската война в 1912 година в селото влизат части на Българската армия.
В 1913 година след Междусъюзническата война селото попада в Гърция. Мюсюлманското му население се изселва в Турция и на негово място са настанени гърци бежанци. През 1927 години селото е прекръстено на Микровриси (в превод Малка чешма, Малък извор). В 1928 година селото е бежанско с 43 семейства и 177 жители бежанци.